# Daimjó

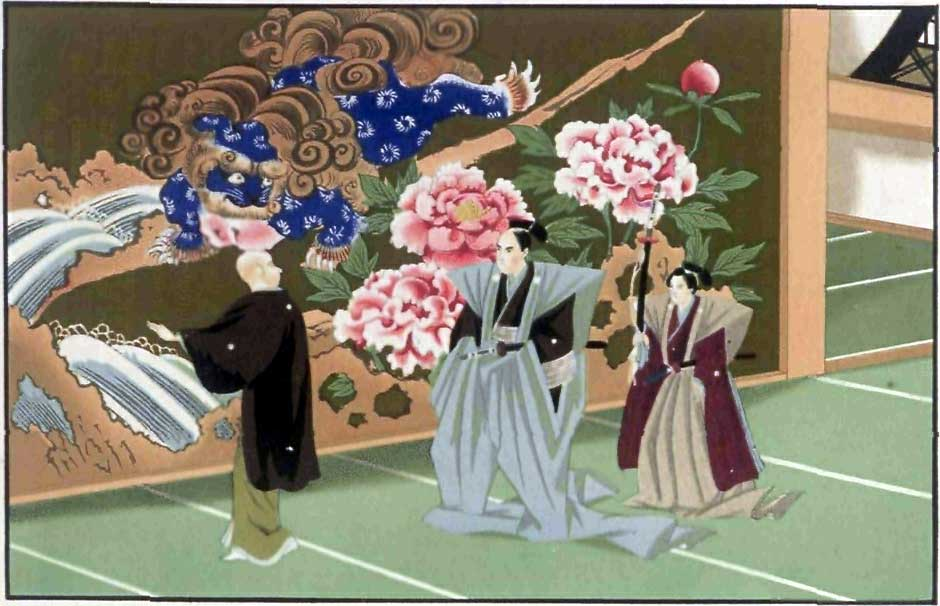
Daimjó állami látogatáson, 1860 körüli festmény

A daimjó (japánul 大名, magyar fordításban nagy név) a középkori Japánban vidéki feudális hadúr, az Edo-korszakban tartományi nagybirtokos. Hűbérbirtokaikon saját hadsereget tartottak, ők maguk azonban közvetlenül függtek a sóguntól. Nem volt törvényszerű, de a legtöbb sógun és régens a daimjók közül került ki.
A sugo daimjók (守護大名), akik korábban tartományi kormányzók, sugok voltak, viselték először a daimjó címet. Hűbérbirtokaikon nemcsak politikai és rendfenntartói, de gazdasági hatalmuk is volt. Ezeket a kiváltságaikat a Muromacsi-korszak első évtizedeiben szerezték meg. A leghatalmasabb sugo daimjók a Siba-, Hatakejama, Hoszokava- Jamana-, Óucsi- és Akamacu-klánokba tartoztak. A legnagyobbak több tartományt is uraltak.
A szengoku daimjók (戦国大名) legtöbbje régebben sugo daimjó volt, mint a Szatake-, Imagava-, Takeda-, Toki-, Rokkaku-, Óucsi- és Simazu-családok. A korábban sugodaiként és helyetteseikként szolgáló Aszakura-, Amago-, Nagao-, Mijosi-, Csószokabe-, Dzsimbó-, Hatano-, Oda- és Macunaga-klánok tagjai is daimjói címet kaptak, de Szengoku-korszakban emellett számos rónin is daimjóvá vált.
Az Asikaga sógunátus kötelezte a daimjókat, hogy Kiotóban telepedjenek le. A hadurak családtagjaikat és csatlósaikat, az úgynevezett sugodaikat bízták meg területeik ideiglenes vezetésével. Sokan a sugodaik közül is a fővárosba költöztek: ők megbízottakat neveztek ki helyettesítésükre.
Az Edo-korszak kezdetét jelentő 1600-as szekigaharai csata után Tokugava Iejaszu a közel 200 daimjó földterületét a hanrendszerbe foglalta. Sorrendjüket a rizstermelés szerint állapították meg. Daimjó az lehetett, akinek hűbérbirtokán évente legalább 10 000 koku (1 koku = 180 liter, 10 000 koku = 1760 m³) rizs termett. Iejaszu a hadurakat az szerint is csoportokba osztotta, hogy milyen kapcsolat fűzi őket az uralkodó Tokugava-családhoz: a sinpan daimjók (親藩大名) rokoni kapcsolatban álltak a Tokugavákkal, a fudai daimjók (譜代大名) a Tokugavák és szövetségeseik hűbéresei voltak, a tozama daimjók (外様大名) pedig a szekigaharai csata előtt nem voltak a Tokugavák szövetségesei (de nem feltétlenül harcolt ellenük).
A szankin kótai (参勤交代) törvénnyel a Tokugavák megszabták, hogy a daimjóknak minden második évet Edóban kell tölteniük. Ha a daimjó a hűbérbirtokán tartózkodott, családtagjait a fővárosba kellett küldenie maga helyett. Az állam ezzel az intézkedéssel növelte befolyását és felügyeletét a hadurak felett. Ezen felül nem építtethettek kastélyokat vagy hajókat és a katonaságukat is nagy mértékben korlátozták. Néhány daimjó ez és az ehhez hasonló törvények miatt a Bosin-háborúban a Tokugava sógunátus ellen küzdött.
1869-ben a daimjók és a császári udvari nemesek, a kugék a Meidzsi reformok értelmében egy új nemesi rétegben, a kazokuban egyesültek. A han rendszert hatályon kívül helyezték és létrehozták a prefektúrákat. Ezzel az intézkedéssel a császár véget vetett a daimjók uralmának.

## Fordítás
- Ez a szócikk részben vagy egészben  a   Daimyo című angol Wikipédia-szócikk ezen változatának fordításán alapul.  Az eredeti cikk szerkesztőit annak laptörténete sorolja fel. Ez a jelzés csupán a megfogalmazás eredetét és a szerzői jogokat jelzi, nem szolgál a cikkben szereplő információk forrásmegjelöléseként.